# 莫里斯·雅南

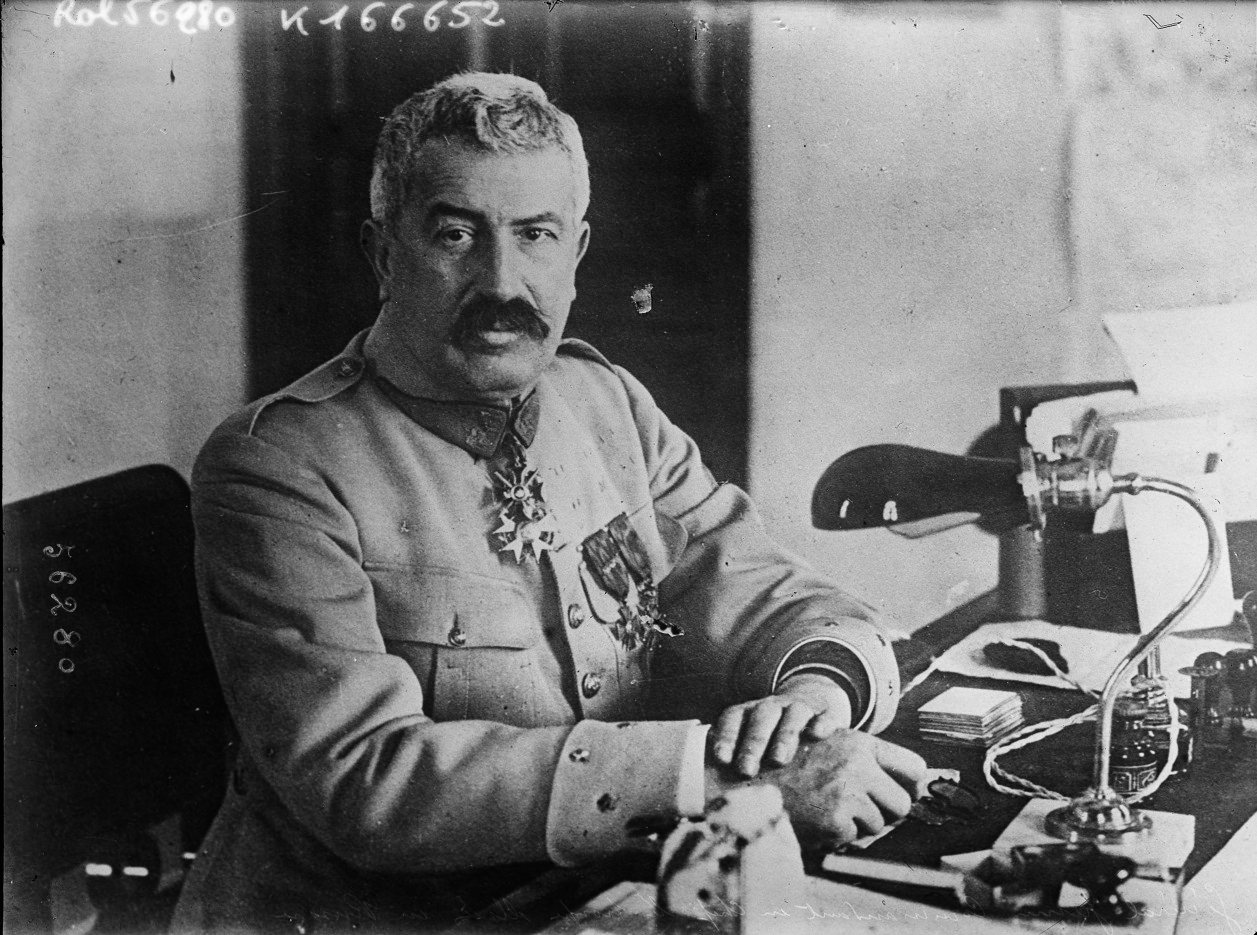
皮埃尔-蒂埃博-夏尔-莫里斯·雅南

皮埃尔-蒂埃博-夏尔-莫里斯·雅南（法語：Pierre-Thiébaut-Charles-Maurice Janin，1862年10月19日—1946年4月28日）法国陆军上将，法国西伯利亚远征军司令官，捷克斯洛伐克军团司令长官。